# Allonotus inexpectatus
Allonotus inexpectatus är en stekelart som beskrevs av Heinrich 1938. Allonotus inexpectatus ingår i släktet Allonotus och familjen brokparasitsteklar. Inga underarter finns listade i Catalogue of Life.